# Бірара
Бірара — озеро на території Руанди, поруч розташовані озера Саке, Муґесера, Руміра.